# Nasser Haif
Nasser Ramdane Haif (in arabo ناصر رمضان هيف‎?; Colombes, 9 agosto 1977) è un ex cestista francese con cittadinanza algerina.

## Carriera
Con l'Algeria ha disputato i Campionati mondiali del 2002.